# FC Teutonia Ottensen
FC Teutonia Ottensen is een Duitse voetbalclub uit Ottensen, een stadsdeel van Altona, een district van Hamburg. De club werd in 1905 opgericht door tien personen. Kort daarna sloten zich ook de leden van het in 1904 ontbonden FC Hammonia zich bij de club aan. In 1907 sloot de club, die inmiddels 40 leden telde, zich bij de Noord-Duitse voetbalbond aan. In 2017 promoveerde de club naar de Oberliga, waar het meteen boven in de ranglijst meedraaide. In 2020 promoveerde Teutonia naar de Regionalliga Nord omdat kampioen TuS Dassendorf afzag van promotie.

## Eindklasseringen van 1948 t/m 1956 en vanaf 1987
| Seizoen | Competitie                    | Niveau | Eindstand | DFB Pokal | Opmerking                                                                                      |
| ------- | ----------------------------- | ------ | --------- | --------- | ---------------------------------------------------------------------------------------------- |
| 1947/48 | Verbandsliga Hamburg Elbe     | II     | 9         | --        |                                                                                                |
| 1948/49 | Verbandsliga Hamburg Elbe     | II     | 8         | --        |                                                                                                |
| 1949/50 | Verbandsliga Hamburg Elbe     | II     | 3         | --        |                                                                                                |
| 1950/51 | Amateurliga Hamburg           | II     | 12        | --        |                                                                                                |
| 1951/52 | Amateurliga Hamburg           | II     | 14        | --        |                                                                                                |
| 1952/53 | Bezirksklasse Hamburg Elbe    | III    | 13        | --        |                                                                                                |
| 1953/54 | Verbandsliga Hamburg Germania | III    | 3         | --        |                                                                                                |
| 1954/55 | Verbandsliga Hamburg Germania | III    | 9         | --        |                                                                                                |
| 1955/56 | Verbandsliga Hamburg Hansa    | III    | 13        | --        |                                                                                                |
|         |                               |        |           |           |                                                                                                |
| 1986/87 | Kreisliga 4                   | VII    | 7         | --        |                                                                                                |
| 1987/88 | Kreisliga 2                   | VII    | 6         | --        |                                                                                                |
| 1988/89 | Kreisliga 2                   | VII    | 7         | --        |                                                                                                |
| 1989/90 | Kreisliga 7                   | VII    | 3         | --        |                                                                                                |
| 1990/91 | Kreisliga 7                   | VII    | 1         | --        |                                                                                                |
| 1991/92 | Bezirksliga West              | VI     | 4         | --        |                                                                                                |
| 1992/93 | Bezirksliga West              | VI     | 6         | --        |                                                                                                |
| 1993/94 | Bezirksliga Süd               | VI     | 2         | --        | geplaatst voor de Landesliga (invoering Regionalliga)                                          |
| 1994/95 | Landesliga Hammonia           | VI     | 5         | --        |                                                                                                |
| 1995/96 | Landesliga Hammonia           | VI     | 7         | --        |                                                                                                |
| 1996/97 | Landesliga Hammonia           | VI     | 3         | --        |                                                                                                |
| 1997/98 | Landesliga Hammonia           | VI     | 5         | --        |                                                                                                |
| 1998/99 | Landesliga Hammonia           | VI     | 10        | --        |                                                                                                |
| 1999/00 | Landesliga Hammonia           | VI     | 12        | --        |                                                                                                |
| 2000/01 | Landesliga Hammonia           | VI     | 13        | --        |                                                                                                |
| 2001/02 | Landesliga Hammonia           | VI     | 14        | --        |                                                                                                |
| 2002/03 | Bezirksliga Süd               | VII    | 1         | --        |                                                                                                |
| 2003/04 | Landesliga Hammonia           | VI     | 12        | --        |                                                                                                |
| 2004/05 | Landesliga Hammonia           | VI     | 7         | --        |                                                                                                |
| 2005/06 | Landesliga Hammonia           | VI     | 5         | --        |                                                                                                |
| 2006/07 | Landesliga Hammonia           | VI     | 11        | --        |                                                                                                |
| 2007/08 | Landesliga Hammonia           | VI     | 12        | --        |                                                                                                |
| 2008/09 | Landesliga Hammonia           | VI     | 13        | --        |                                                                                                |
| 2009/10 | Landesliga Hammonia           | VI     | 5         | --        |                                                                                                |
| 2010/11 | Landesliga Hammonia           | VI     | 8         | --        |                                                                                                |
| 2011/12 | Landesliga Hammonia           | VI     | 9         | --        |                                                                                                |
| 2012/13 | Landesliga Hammonia           | VI     | 12        | --        |                                                                                                |
| 2013/14 | Landesliga Hammonia           | VI     | 11        | --        |                                                                                                |
| 2014/15 | Landesliga Hammonia           | VI     | 11        | --        |                                                                                                |
| 2015/16 | Landesliga Hammonia           | VI     | 6         | --        |                                                                                                |
| 2016/17 | Landesliga Hammonia           | VI     | 1         | --        |                                                                                                |
| 2017/18 | Oberliga Hamburg              | V      | 3         | --        | 4e in promotieserie voor Regionalliga Nord met Holstein Kiel-II, VfL Oldenburg en Brinkumer SV |
| 2018/19 | Oberliga Hamburg              | V      | 2         | --        |                                                                                                |
| 2019/20 | Oberliga Hamburg              | V      | 2         | --        | competitie afgebroken i.v.m. coronapandemie; kampioen TuS Dassendorf ziet af van promotie      |
| 2020/21 | Regionalliga Nord             | IV     | 5         | --        | Groep Nord; competitie afgebroken i.v.m. coronapandemie                                        |
| 2021/22 | Regionalliga Nord             | IV     | 7         | --        | 3e groep Noord; winnaar Hamburg Pokal > Altonaer FC 1893: 2-1                                  |
| 2022/23 | Regionalliga Nord             | IV     | 4         | 1e ronde  | > RB Leipzig: 0-8                                                                              |
| 2023/24 | Regionalliga Nord             | IV     | 9         | 1e ronde  | > Bayer 04 Leverkusen: 0-8; winnaar Hamburg Pokal > USC Paloma Hamburg: 4-0                    |
| 2024/25 | Regionalliga Nord             | IV     | 16        | 1e ronde  | > SV Darmstadt 98: 1-3                                                                         |
| 2025/26 | Oberliga Hamburg              | V      | .         | --        |                                                                                                |